# Diözese von Russe

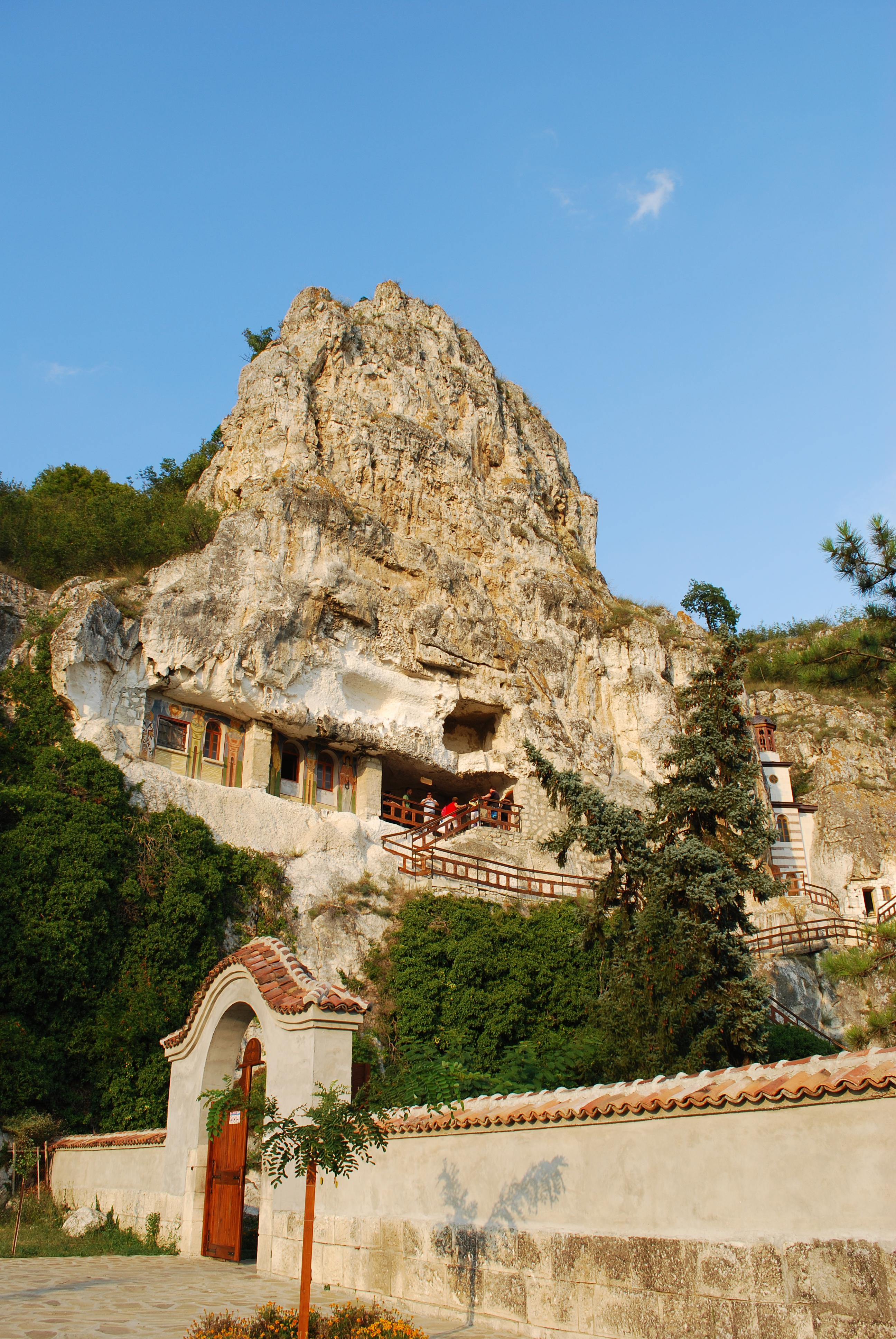
Das Besarabowo Kloster

Die Diözese Russe (bulgarisch Русенска епархия/Rusenska Eparchija) ist eine Eparchie (Diözese) der Bulgarisch-Orthodoxen Kirche mit Sitz in Russe. Die Diözese teilt sich heute in vier Okolii: Russe, Rasgrad, Tutrakan und Popowo. 

## Metropoliten
- Grigorij (1872–1898)
- Wasilij (1899–1927)
- Michail (1927–1961)
- Sophronij (1962–1994)
- Neofit (1994–2013)
- Naum (2014–)